# Rick and Morty
Rick and Morty (em português Rick e Morty) é uma série de animação adulta norte-americana de comédia e ficção científica criada por Justin Roiland e Dan Harmon para o bloco de programação noturno Adult Swim, exibido no canal Cartoon Network.
A série estreou em 2 de dezembro de 2013 e acompanha as perigosas aventuras do cientista alcoólatra Rick e seu neto Morty, que divide seu tempo entre a vida familiar e viagens interdimensionais. Em 2016, suas duas primeiras temporadas foram lançadas na Netflix com a dublagem brasileira realizada pelo estúdio Dubbing Company, de Campinas, com tradução de Carlos Freires, e também foi transmitida nos canais pagos TBS, I.Sat, TNT Séries e Warner Channel. Atualmente é exibida no Brasil pelo canal Adult Swim desde 31 de Outubro de 2023. Em agosto de 2015, o Adult Swim renovou a série para uma terceira temporada de 10 episódios, que estreou no dia 1 de abril de 2017 com o resto da temporada programada para ir ao ar durante o verão do mesmo ano.
A série se originou de uma paródia animada em curta-metragem do filme De Volta Para o Futuro criada por Roiland para o festival de cinema Channel 101. A Adult Swim abordou Harmon a respeito de ideias para um programa de televisão, então ele e Roiland desenvolveram o programa com base no curta, substituindo os personagens de Doc com Rick e Marty com Morty.
A sexta temporada estreou em 4 de setembro de 2022 e consiste em dez episódios. Uma sétima temporada foi confirmada como parte de um contrato de longo prazo com o Cartoon Network que encomendou 70 novos episódios, que renovaram a série até a décima temporada. Adult Swim cortou relações com Roiland em 2023 em meio a alegações de violência doméstica e anunciou que reformularia seus papéis.
Em agosto de 2023, Finalmente foi anúnciada a data de estreia da 7ª Temporada de Rick and Morty, Para o dia 15 de Outubro de 2023.
Em Setembro de 2023, foi lançado o trailer da 7ª Temporada revelando as novas vozes de Rick e Morty, mas sem os nomes dos novos Dubladores.
Revelando assim as novas vozes originais no dia da Estreia da 7ª Temporada que foi lançada no dia 15 de Outubro de 2023, Sendo., Ian Cordoni no Rick e Harry Belden no Morty.

## Premissa
O show gira em torno das aventuras dos membros da família Smith, que consiste nos pais Jerry e Beth, seus filhos Summer e Morty, e o pai de Beth, chamado Rick Sanchez, que mora com eles como hóspede. De acordo com Justin Roiland, a família mora fora da cidade de Seattle, no estado norte-americano de Washington. No entanto, as aventuras de Rick e Morty ocorrem em um número infinito de realidades, com os personagens viajando para outros planetas e dimensões através de portais usando o veículo voador de Rick.
Rick é um cientista louco excêntrico e alcoólatra, que evita muitas convenções costumeiras como escola, casamento, amor e família. Ele frequentemente vai em aventuras com seu neto de 14 anos de idade, Morty, um menino de bom coração, mas que também fica facilmente angustiado, cuja bússola moral ingênua mas fundamentada funciona em contraponto ao ego maquiavélico de Rick. A irmã de Morty, Summer, de 17 anos, é uma adolescente mais convencional, que se preocupa em melhorar seu status social entre seus colegas e às vezes acompanha Rick e Morty em suas aventuras. A mãe das crianças, Beth, é uma pessoa geralmente equilibrada e uma força assertiva no lar, embora consciente de seu papel profissional como médica cirurgiã especializada em cavalos. Ela está insatisfeita com seu casamento com Jerry, uma pessoa insensata e de mente simples, que constantemente desaprova a influência de Rick sobre sua família.
Diferentes versões dos personagens habitam outras dimensões em todo o multiverso e suas características pessoais podem variar de uma realidade para outra. o Rick original do programa se identifica como "Rick Sanchez da dimensão da Terra C-137", utilizando esse dado como referência ao seu universo original, mas isso não se aplica necessariamente a todos os outros membros da família Smith. Por exemplo, no episódio "Rick Potion #9" da primeira temporada, após transformarem toda a população mundial em monstros, Rick e Morty se mudam para uma dimensão diferente, deixando Summer, Beth e Jerry para trás.

## Personagens

### Principais

Os membros da família Smith. Da esquerda para à direita: Jerry Smith, Beth Smith, Summer Smith, Morty Smith e Rick Sanchez.

- Rick Sanchez C-137 (Voz original: Justin Roiland (1ª-ª6 Temporadas) Ian Cordoni (7ª Temporada - Presente) / Voz no Brasil: Caio César Oliveira (1ª-2ª temporadas) e Ênio Vivona (3ª temporada - Presente) - Um cientista maluco alcoólatra de 70 anos extremamente inteligente que é capaz de construir máquinas e acessórios tecnológicos que o permitem viajar por diversas dimensões e realidades paralelas. Ele quase nunca pensa nas consequências de suas ações e possui um comportamento excêntrico e um estilo de vida niilista. É pai de Beth, sogro de Jerry e avô de Morty e Summer. Rick possivelmente teve sua aparência inspirada no cientista Emmett Brown, da trilogia De Volta Para o Futuro.[3]
- Morty Smith Prime[4][5] (Voz original: Justin Roiland (1ª Temporada - 6ª Temporada) Harry Belden (7ªTemporada - Presente) / Voz no Brasil: Renan Alonso e Matheus Canella (em Space Jam 2: Um Novo Legado) - Neto facilmente influenciável e com dificuldades escolares de 14 anos de Rick, parece ser a quem este demonstra maior afeto e expectativa dentro da família, o que faz com que ele sempre acabe por acompanhar Rick em suas aventuras, enquanto descobre o que é o próprio mundo real e reflete sobre a existência das coisas.
- Jerry Smith 5126[4][6] (Voz original: Chris Parnell / Voz no Brasil: André Gaiani) - Pai inseguro de Summer e Morty, 35 anos que desaprova fortemente a influência de Rick sobre seu filho. Ele trabalhou em uma agência de publicidade de baixo nível, até que foi demitido por incompetência e agora está desempregado. Tem uma personalidade infantil e impressionável.
- Beth Smith C-131[4][6] (Voz original: Sarah Chalke / Voz no Brasil: Raquel Elaine (1ª-5ª Temporadas) Cláudia Vitória (6ªTemporada - Presente) - É filha de Rick, esposa de Jerry e mãe de Summer e Morty, aos 34. Como seu pai, ela bebe muito e é bastante inteligente, mas ao contrário dele, é sempre responsável. Ela trabalha em um hospital como cirurgiã de cavalos e muitas vezes se arrepende de não ter sido médica. Ela frequentemente tem discussões com seu marido, vendo uma incompatibilidade em ambos.
- Summer Smith C-131[4][6] (Voz original: Spencer Grammer / Voz no Brasil: Mariana Pozatto) - Tem 17 anos e é a irmã mais velha de Morty, uma adolescente convencional muitas vezes superficial, que é obcecada por melhorar seu status com seus colegas. Ela ocasionalmente expressa inveja por Morty sempre acompanhar Rick em suas aventuras interdimensionais. Na segunda temporada, ela acompanha Rick e Morty com mais freqüência. Foi revelado que Beth tinha engravidado aos 17, a idade que Summer tinha.

### Recorrentes
- Jessica (Voz original: Kari Wahlgren / Voz no Brasil: Carla Martelli) - Uma menina atraente que frequenta a Harry Herpson High School, mesma escola de Morty e Summer. Morty a ama (embora fique claro na série que boa parte de seu interesse por ela vem de seu corpo), mas ela raramente o reconhece.
- Summer, Beth e Jerry Primários - A família original do Morty, que é deixada para trás no final do episódio "Rick Potion #9", após Rick acidentalmente transformar todos os humanos do planeta em monstros. Os três são vistos vivendo em cenário pós-apocalíptico no inicio da Terceira Temporada, quando Morty e a sua nova Summer (C-131) visitam a dimensão primária.[5]
- Presidente Morty (Voz original: Justin Roiland) - O Morty de algum universo desconhecido, é visto inicialmente controlando um Rick robótico para atacar outros Ricks, inclusive o C-137. Após Rick (C-137) matar os membros do Conselho da Cidadela, este Morty é eleito presidente do local, e passa a comandar a Cidadela. Até então suas motivações contra o Rick C-137 são um mistério e alvo de teorias dos fãs da serie.
- Pessoa Pássaro (Pessoa Fênix) - (Voz original: Dan Harmon) - Antigo amigo de Rick, é um alienígena parte humanoide, parte ave. Após se apaixonar por Tammy, ambos planejam uma cerimônia de casamento na qual Tammy revela ser uma agente secreta da Federação Galática. Após o acontecido, Pessoa Pássaro fica gravemente ferido e tem vários órgãos substituídos por partes mecânicas, adotando o nome de "Pessoa Fênix".
- Squanchy - (Voz original: Tom Kenny) - Um dos amigos alienígenas de Rick, Squanchy é um gato antropomórfico amarelo. Muitas vezes utilizado como um alivio cômico por se referir a qualquer coisa através do verbo "squanchar". Após a desastrosa cerimõnia de casamento de Pessoa Pássaro, o personagem se manteve desaparecido.
- Tammy Gueterman - (Voz original: Cassie Steele) - Uma agente secreta da Federação Galática e interesse romântico de Pessoa Pássaro. É morta por Rick enquanto caçava a Beth do espaço.
- Presidente dos Estados Unidos - (Voz original: Keith David) - O presidente dos Estados Unidos da América. Constantemente entra em conflito com Rick e Morty, pois tenta fazer com que ambos atuem ao seu lado contra qualquer ameaça contra a Terra, fazendo Rick se sentir usado.
- Beth "do Espaço" - (Voz original: Sarah Chalke) - É o resultado de uma experiência de Rick, que clona sua filha, Beth, para enviar uma delas ao espaço. Curiosamente, ninguém sabe qual das duas é a Beth real, nem mesmo Rick. No espaço, Beth se tornou líder de uma resistência contra a Federação Galáctica.
- Nancy - (Voz original: Aislinn Paul) - Colega de classe e amiga de Summer. É uma das meninas menos populares da série, e por isso é geralmente é evitada por Summer.
- Abrodolph Lincoler - (Voz original: Maurice LaMarche) - É um experimento de Rick, que misturou os DNAs de Abraham Lincoln e Adolf Hitler com o intuito de criar um líder político moralmente neutro. Por conta disso, Lincoler sofre um grave transtorno de personalidade e dissonância cognitiva, frequentemente culpando Rick pelo seu sofrimento.
- Mr. Goldenfold (Voz original: Brandon Johnson / Voz no Brasil: Ênio Vivona) - É o professor de matemática de Morty. Ele leva seu trabalho muito a sério, e diversas vezes é visto alto proclamando a importância da matemática para sua classe. Ele também tem uma infinidade de atrações sexuais profundamente reprimidas. Sua esposa o deixou, fato que ele enfrenta indo para uma loja de bebidas chamada Jamba Juice.
- Gene Vagina (Voz original: Phil Hendrie / Voz no Brasil: Luiz Nunes) -  Possui o cargo de diretor da Harry Herpson High School. Ele muitas vezes faz questão de lembrar as pessoas que, apesar de seu sobrenome engraçado, ele é "muito responsável."
- Brad (Voz original: Echo Kellum/ Voz do Brasil: Renan Villela) - Um estudante em Harry Herpson High School. Ele é um atleta que joga futebol para a escola e namora com Jessica. Ele não aparece na segunda temporada, então presume-se que ele e Jessica Terminaram; pelo fato de Jessica ir ao baile com Morty em "Big Trouble in Little Sanchez."
- Tricia (Voz original: Cassie Steele) - Amiga e colega de Summer e Jessica. Conhecida como uma das garotas atraentes e populares da escola, namorou Ethan e demonstra interesse sexual por Jerry.
- Ethan - (Voz original: Daniel Benson) - O ex-namorado de Summer e hospedeiro do Parque da Anatomia. Após o fim do seu relacionamento, Ethan passa a namorar Tricia, e Summer passa a questionar a sua própria beleza. Após isso, Morty o desfigura horrivelmente para vingar a sua irmã.
- Flatulência (Voz original: Jemaine Clement / Voz no Brasil: Tiaggo Guimarães) - Um ser gasoso com a capacidade de ler mentes e alterar a matéria. Sua espécie não tem necessidade de nomes, mas ele passa a se chamar de "Flatulência" depois que Rick se refere a ele como tal. Por insistência de Morty, ele e Rick ajudam Flatulência a voltar para casa, mas o mesmo é morto por Morty, depois que é revelado que sua espécie vê formas de vida baseadas em carbono como uma doença e planeja limpá-las.
- Gazorpazorpfield e Jon (Voz original: Justin Roiland e Tom Kenny, Voz no Brasil: Gustavo Martinez e Renan Alonso, respectivamente) - Personagens de um programa da TV Gazorpian, Gazorpazorpfield, uma paródia de Garfield. Gazorpazorpfield, sendo um Gazorpian macho, é extremamente agressivo por natureza e é visto abusando verbalmente de seu dono, Jon. Rick afirma que Gazorpazorpfield é dublado por Lorenzo Music (a pessoa que dublou o Garfield na vida real até sua morte), que ainda está vivo no universo em que Gazorpazorpfield aparece, ao mesmo tempo alega que Bill Murray o dubla no filme.

## Temporadas
| Temporada | Temporada | Episódios | Exibição original      | Exibição original      |
| Temporada | Temporada | Episódios | Estreia de temporada   | Final de temporada     |
| --------- | --------- | --------- | ---------------------- | ---------------------- |
|           | 1         | 11        | 2 de dezembro de 2013  | 14 de abril de 2014    |
|           | 2         | 10        | 26 de julho de 2015    | 4 de outubro de 2015   |
|           | 3         | 10        | 1 de abril de 2017     | 1 de outubro de 2017   |
|           | 4         | 10        | 10 de novembro de 2019 | 31 de maio de 2020     |
|           | 5         | 10        | 20 de junho de 2021    | 5 de setembro de 2021  |
|           | 6         | 10        | 04 de setembro de 2022 | 11 de dezembro de 2022 |
|           | 7         | 10        | 15 de outubro de 2023  | 17 de dezembro de 2023 |

## Episódios

### 1ª temporada (2013–14)
| No. no geral | No. na temporada | Título                                 | Dirigido por     | Escrito por                   | Data de exibição       | Audiência (em milhões) |
| ------------ | ---------------- | -------------------------------------- | ---------------- | ----------------------------- | ---------------------- | ---------------------- |
| 1            | 1                | "Pilot"                                | Justin Roiland   | Dan Harmon & Justin Roiland   | 2 de dezembro de 2013  | 1.10                   |
| 2            | 2                | "Lawnmower Dog"                        | John Rice        | Ryan Ridley                   | 9 de dezembro de 2013  | 1.51                   |
| 3            | 3                | "Anatomy Park"                         | John Rice        | Eric Acosta & Wade Randolph   | 16 de dezembro de 2013 | 1.30                   |
| 4            | 4                | "M. Night Shaym-Aliens!"               | Jeff Myers       | Tom Kauffman                  | 13 de janeiro de 2014  | 1.32                   |
| 5            | 5                | "Meeseeks and Destroy"                 | Bryan Newton     | Ryan Ridley                   | 20 de janeiro de 2014  | 1.61                   |
| 6            | 6                | "Rick Potion #9"                       | Stephen Sandoval | Justin Roiland                | 27 de janeiro de 2014  | 1.75                   |
| 7            | 7                | "Raising Gazorpazorp"                  | Jeff Myers       | Eric Acosta & Wade Randolph   | 10 de março de 2014    | 1.76                   |
| 8            | 8                | "Rixty Minutes"                        | Bryan Newton     | Tom Kauffman & Justin Roiland | 17 de março de 2014    | 1.48                   |
| 9            | 9                | "Something Ricked This Way Comes"      | John Rice        | Mike McMahan                  | 24 de março de 2014    | 1.54                   |
| 10           | 10               | "Close Rick-counters of the Rick Kind" | Stephen Sandoval | Ryan Ridley                   | 7 de abril de 2014     | 1.75                   |
| 11           | 11               | "Ricksy Business"                      | Stephen Sandoval | Ryan Ridley & Tom Kauffman    | 14 de abril de 2014    | 2.13                   |

### 2ª temporada (2015)
| No. no geral | No. na temporada | Título                                    | Dirigido por    | Escrito por                                | Data de exibição       | Audiência (em milhões) |
| ------------ | ---------------- | ----------------------------------------- | --------------- | ------------------------------------------ | ---------------------- | ---------------------- |
| 12           | 1                | "A Rickle in Time"                        | Wes Archer      | Matt Roller                                | 26 de julho de 2015    | 2.12                   |
| 13           | 2                | "Mortynight Run"                          | Dominic Polcino | David Phillips                             | 2 de agosto de 2015    | 2.19                   |
| 14           | 3                | "Auto Erotic Assimilation"                | Bryan Newton    | Ryan Ridley                                | 9 de agosto de 2015    | 1.94                   |
| 15           | 4                | "Total Rickall"                           | Juan Meza-León  | Mike McMahan                               | 16 de agosto de 2015   | 1.96                   |
| 16           | 5                | "Get Schwifty"                            | Wes Archer      | Tom Kauffman                               | 23 de agosto de 2015   | 2.12                   |
| 17           | 6                | "The Ricks Must Be Crazy"                 | Dominic Polcino | Dan Guterman                               | 30 de agosto de 2015   | 1.91                   |
| 18           | 7                | "Big Trouble in Little Sanchez"           | Bryan Newton    | Alex Rubens                                | 13 de setembro de 2015 | 1.97                   |
| 19           | 8                | "Interdimensional Cable 2: Tempting Fate" | Juan Meza-León  | Dan Guterman, Ryan Ridley & Justin Roiland | 20 de setembro de 2015 | 1.79                   |
| 20           | 9                | "Look Who's Purging Now"                  | Dominic Polcino | Dan Harmon, Ryan Ridley & Justin Roiland   | 27 de setembro de 2015 | 1.89                   |
| 21           | 10               | "The Wedding Squanchers"                  | Wes Archer      | Tom Kauffman                               | 4 de outubro de 2015   | 1.84                   |

### 3ª temporada (2017)
| No. na geral | No. na temporada | Título                                    | Dirigido por    | Escrito por                                                                           | Data de exibição       | Audiência (em milhões) |
| ------------ | ---------------- | ----------------------------------------- | --------------- | ------------------------------------------------------------------------------------- | ---------------------- | ---------------------- |
| 22           | 1                | "The Rickshank Rickdemption"              | Juan Meza-León  | Mike McMahan                                                                          | 1 de abril de 2017     | 0.68                   |
| 23           | 2                | "Rickmancing the Stone"                   | Dominic Polcino | Jane Becker                                                                           | 30 de julho de 2017    | 2.86                   |
| 24           | 3                | "Pickle Rick"                             | Anthony Chun    | Jessica Gao                                                                           | 6 de agosto de 2017    | 2.31                   |
| 25           | 4                | "Vindicators 3: The Return of Worldender" | Bryan Newton    | Sarah Carbiener & Erica Rosbe                                                         | 13 de agosto de 2017   | 2.66                   |
| 26           | 5                | "The Whirly Dirly Conspiracy"             | Juan Meza-León  | Ryan Ridley                                                                           | 20 de agosto de 2017   | 2.29                   |
| 27           | 6                | "Rest and Ricklaxation"                   | Anthony Chun    | Tom Kauffman                                                                          | 27 de agosto de 2017   | 2.47                   |
| 28           | 7                | "The Ricklantis Mixup"                    | Dominic Polcino | Dan Guterman & Ryan Ridley                                                            | 10 de setembro de 2017 | 2.38                   |
| 29           | 8                | "Morty's Mind Blowers"                    | Bryan Newton    | Mike McMahan, James Siciliano, Ryan Ridley, Dan Guterman, Justin Roiland & Dan Harmon | 17 de setembro de 2017 | 2.51                   |
| 30           | 9                | "The ABC's of Beth"                       | Juan Meza-León  | Mike McMahan                                                                          | 24 de setembro de 2017 | 2.49                   |
| 31           | 10               | "The Rickchurian Mortydate"               | Anthony Chun    | Dan Harmon                                                                            | 1 de outubro de 2017   | 2.60                   |

### 4ª temporada (2019-20)
| No. na geral | No. na temporada | Título                                      | Dirigido por    | Escrito por                                                                           | Data de exibição       | Audiência (em milhões) |
| ------------ | ---------------- | ------------------------------------------- | --------------- | ------------------------------------------------------------------------------------- | ---------------------- | ---------------------- |
| 32           | 1                | "Edge of Tomorty: Rick Die Rickpeat"        | Juan Meza-León  | Mike McMahan                                                                          | 10 de novembro de 2019 | 2.68                   |
| 33           | 2                | "The Old Man and the Seat"                  | Dominic Polcino | Jane Becker                                                                           | 17 de novembro de 2019 | 2.93                   |
| 34           | 3                | "One Crew over the Crewcoo's Morty"         | Anthony Chun    | Jessica Gao                                                                           | 24 de novembro de 2019 | 3.11                   |
| 35           | 4                | "Claw and Hoarder: Special Ricktim's Morty" | Bryan Newton    | Sarah Carbiener & Erica Rosbe                                                         | 1 de dezembro de 2019  | 0.16                   |
| 36           | 5                | "Rattlestar Ricklactica"                    | Juan Meza-León  | Ryan Ridley                                                                           | 15 de dezembro de 2019 | 2.27                   |
| 37           | 6                | "Never Ricking Morty"                       | Anthony Chun    | Tom Kauffman                                                                          | 3 de maio de 2020      | 1.87                   |
| 38           | 7                | "Promortyus"                                | Dominic Polcino | Dan Guterman & Ryan Ridley                                                            | 10 de maio de 2020     | 0.88                   |
| 39           | 8                | "The Vat of Acid Episode"                   | Bryan Newton    | Mike McMahan, James Siciliano, Ryan Ridley, Dan Guterman, Justin Roiland & Dan Harmon | 17 de maio de 2020     | 3.51                   |
| 40           | 9                | "Childrick of Mort"                         | Juan Meza-León  | Mike McMahan                                                                          | 24 de maio de 2020     | 1.43                   |
| 41           | 10               | "Star Mort Rickturn of the Jerri"           | Anthony Chun    | Dan Harmon                                                                            | 31 de maio de 2020     | 1.80                   |

### 5ª  Temporada (2021)
| No. na geral | No. na temporada | Título                                        | Dirigido por   | Escrito por                  | Data de exibição      | Audiência (em milhões) |
| ------------ | ---------------- | --------------------------------------------- | -------------- | ---------------------------- | --------------------- | ---------------------- |
| 42           | 1                | "Mort Dinner Rick Andre"                      | Jacob Hair     | Jeff Loveness                | 20 de junho de 2021   | 1.30                   |
| 43           | 2                | "Mortyplicity"                                | Lucas Gray     | Albro Lundy                  | 27 de junho de 2021   | 1.16                   |
| 44           | 3                | "A Rickconvenient Mort"                       | Juan Meza-Léon | Rob Schrab                   | 4 de julho de 2021    | 1.01                   |
| 45           | 4                | "Rickdependence Spray"                        | Erica Hayes    | Nick Rutherford              | 11 de julho de 2021   | 0.96                   |
| 46           | 5                | "Amortycan Grickfitti"                        | Kyounghee Lim  | Anne Lane                    | 18 de julho de 2021   | 0.78                   |
| 47           | 6                | "Rick & Morty's Thanksploitation Spectacular" | Douglas Olsen  | James Siciliano              | 25 de julho de 2021   | 0.93                   |
| 48           | 7                | "Gotron Jerrysis Rickvangelion"               | Jacob Hair     | John Harris                  | 1 de agosto de 2021   | 0.82                   |
| 49           | 8                | "Rickternal Friendshine of the Spotless Mort" | Erica Hayes    | Albro Lundy                  | 8 de agosto de 2021   | 0.83                   |
| 50           | 9                | "Forgetting Sarick Mortshall"                 | Kyounghee Lim  | Siobhan Thompson             | 5 de setembro de 2021 | 0.91                   |
| 51           | 10               | "Rickmurai Jack"                              | Jacob Hair     | Jeff Loveness & Scott Marder | 5 de setembro de 2021 | 0.94                   |

### 6ª Temporada (2022)
Rick and Morty (6.ª temporada)
| No.na geral | No. na temporada | Título                                     | Dirigido Por        | Escrito Por           | Data de exibição       | Codigo de Produção | Audiência (em milhões) (EUA) |
| ----------- | ---------------- | ------------------------------------------ | ------------------- | --------------------- | ---------------------- | ------------------ | ---------------------------- |
| 52          | 1                | "Solaricks"                                | Jacob Hair          | Albro Lundy           | 4 de Setembro de 2022  | RAM-601            | 0.66                         |
| 53          | 2                | "Rick: A Mort Well Lived"                  | Kyounghee Lim       | Alex Rubens           | 11 de Setembro de 2022 | RAM-602            | 0.60                         |
| 54          | 3                | "Bethic Twinstinct"                        | Douglas Einar Olsen | Anne Lane             | 18 de Setembro de 2022 | RAM-603            | 0.55                         |
| 55          | 4                | "Night Family"                             | Jacob Hair          | Rob Schrab            | 25 de Setembro de 2022 | RAM-605            | 0.60                         |
| 56          | 5                | "Final DeSmithation"                       | Douglas Einar Olsen | Heather Anne Campbell | 2 de Outubro de 2022   | RAM-607            | 0.58                         |
| 57          | 6                | "Juricksic Mort"                           | Kyounghee Lim       | Nick Rutherford       | 9 de Outubro de 2022   | RAM-606            | 0.54                         |
| 58          | 7                | "Full Meta Jackrick"                       | Lucas Gray          | Alex Rubens           | 20 de Novembro de 2022 | RAM-608            | 0.51                         |
| 59          | 8                | "Analyze Piss"                             | Fill Marc Sagadraca | James Siciliano       | 27 de Novembro de 2022 | RAM-604            | 0.53                         |
| 60          | 9                | "A Rick in King Mortur's Mort"             | Jacob Hair          | Anne Lane             | 4 de Dezembro de 2022  | RAM-609            | 0.53                         |
| 61          | 10               | "Ricktional Mortpoon's Rickmas Mortcation" | Kyounghee Lim       | Scott Marder          | 11 de Dezembro de 2022 | RAM-610            | 0.49                         |

## Especial
Um episódio especial de onze minutos intitulado «Bushworld Adventures» foi exibido sem aviso prévio no Adult Swim em 1 de abril de 2018, um ano depois da estreia surpresa da terceira temporada de Rick and Morty, como parte da piada anual de April Swols de Adult Swim. Os co-criadores do espetáculo, Dan Harmon e Justin Roiland, no participaram na criação deste episódio de paródia, que foi escrito, dirigido e produzido pelo animador australiano e personalidade do YouTube Michael Cusack, este que criou as séries YOLO e Koala Man e co-criou Smiling Friends. As características especiais têm uma animação e um estilo de artes diferentes aos habituais e seu tema principal é o humor australiano.
| No. no geral | Título original        | Dirigido por   | Escrito por    | Data de exibição   | Audiência (em milhões) |
| --- | ---------------------- | -------------- | -------------- | ------------------ | ---------------------- |
| 1 | "Bushworld Adventures" | Michael Cusack | Michael Cusack | 1 de abril de 2018 | 1.29                   |
| Rick e Morty viajam para Bendigo em busca do Cubo Verde. Ao longo do caminho, eles encontram um empregado da loja de conveniência muito útil, o pai de Morty que aparece como um assistente de elfos Bush que vivem em um wombat buraco e Tio Barry, um gigante com demência que forma uma ligação instantânea com Rick. |                        |                |                |                    |                        |

## Produção

### Desenvolvimento
Rick and Morty foi criado por Justin Roiland e Dan Harmon. A dupla se conheceu no Channel 101, um festival mensal de curta-metragens sem fins lucrativos em Los Angeles, co-fundado por Harmon. Neste festival, os participantes enviam um curta-metragem no formato de um piloto, e uma plateia ao vivo fica responsável por decidir quais pilotos continuam como uma série. Roiland, até então produtor de reality shows, começou a enviar conteúdo para o festival um ano após o seu lançamento, em 2004. Seus pilotos tipicamente consistiam em elementos de valor de choque - "doentes e distorcidos" que recebiam uma reação confusa do público. No entanto, Harmon gostou do seu humor e os dois começaram a trabalhar juntos. Em 2006, Roiland foi demitido de trabalhar em uma série de televisão que ele considerava intensa e criativamente sufocante, e canalizou suas energias criativas para criar um episódio de web para o Channel 101. O resultado foi o The Real Animated Adventures of Doc and Mharti, um curta-metragem animado estrelado por paródias do Dr. Emmet Brown e Marty McFly, personagens da trilogia de filmes Back to the Future. No curta, o qual Harmon dublou "uma barbarização e vandalização pornográfica", o Doc Smith sugere a Mharti que a solução para todos os seus problemas é que ele faça sexo oral nele. A audiência reagiu de forma selvagem, e Roiland começou a criar mais curtas que envolviam os personagens, que logo evoluíram além de suas intenções originais e sua óbvia origem dentro do filme do qual foi baseado. Mais tarde, Harmon criaria e produziria Community, uma sitcom do canal NBC, enquanto Roiland trabalharia principalmente na dublagem de Fish Hooks, da Disney, e Adventure Time, do Cartoon Network.
Em 2012, Harmon foi brevemente demitido da produção da série Community. O Adult Swim, um bloco de programação que estava em busca de um show de sucesso no horário nobre, aproximou-se de Harmon pouco tempo depois, que inicialmente via o canal como inadequado para o seu estilo. Ele também não estava familiarizado com animações, e seu processo de criação televisiva era mais focado no diálogo, nos personagens e na história. Em vez disso, telefonou para Roiland para perguntar se ele tinha alguma ideia para uma série animada. Roiland imediatamente trouxe a ideia de usar os personagens Doc e Mharti, renomeados Rick e Morty. Inicialmente, Roiland queria que o tempo de execução do show consistisse em um segmento de onze minutos, mas o Adult Swim pressionou para que fosse um programa com meia hora de duração. Harmon sentiu que a melhor maneira de estender as vozes em um programa seria construir uma família em torno dos personagens, enquanto o executivo responsável pelo desenvolvimento do Adult Swim, Nick Weidenfeld, sugeriu que Rick fosse o avô de Morty. Tendo desenvolvidos vários programas de televisão que não saíram do papel, Roiland inicialmente não foi muito receptivo a outros que tentavam dar notas em seu discurso. Antes de desenvolver Rick and Morty, ele havia criado três pilotos animados fracassados para a Fox, e ele começou a se sentir "esgotado" com o desenvolvimento de conteúdos para a televisão.
O primeiro rascunho foi concluído em seis horas no lote da Paramount Pictures no escritório de Community sem mobília de Dan Harmon. A dupla havia quebrado a história naquele dia, venderam o piloto e depois se sentaram para escrever. Roiland, embora reconhecendo uma tendência à procrastinação, encorajou Harmon a ficar e escrever todo o primeiro rascunho. "Nós estávamos sentados no chão, de pernas cruzadas com laptops e eu estava prestes a me levantar e ir para casa e ele disse: 'Espere, se você for para casa, pode levar três meses para escrever essa coisa. Fique aqui agora e podemos escrevê-lo em seis horas. Ele só teve uma premonição sobre isso ", lembrou Harmon. Adult Swim estava inicialmente inseguro com Roiland dublando as duas vozes, parcialmente devido à natureza subdesenvolvida do personagem de Morty. Harmon escreveu quatro pequenas premissas em que Morty assumiu um papel mais assertivo e enviou-o para Mike Lazzo. O Adult Swim colocou classificação indicativa TV-14 no programa, que inicialmente foi recebida com relutância pela equipe do programa. A razão da rede por trás da classificação era que logo começaria a transmitir em horário nobre, competindo com os principais programas.
A música tema principal de Rick and Morty, de Ryan Elder, foi originalmente usado em um piloto rejeitado de Roiland para o Cartoon Network, intitulado "Dog World", que foi referenciado no episódio "Lawnmower Dog".

## Filosofia
Há uma discussão entre os telespectadores e fãs da série a respeito da filosofia presente em Rick e Morty. O programa mais freqüentemente adota uma perspectiva existencialista. Porém, muitas outras filosofias são referenciadas, como o determinismo, o niilismo e o trabalho de Friedrich Nietzsche, evidentes tanto no comportamento geral de Rick quanto nas numerosas observações de alguns personagens sobre eventos. Um exemplo freqüentemente citado é a visão de Morty no episódio da primeira temporada "Rixty Minutes", onde ele argumenta que Summer não deveria fugir de casa com raiva mesmo depois de ver as realidades alternativas onde seus pais estavam mais felizes sem ela:
Em umas das aventuras, eu e o Rick destruímos o mundo inteiro. Então caímos fora daquela realidade e viemos para essa aqui, porque aqui o mundo não estava destruído e, nessa aqui, estávamos mortos. Então viemos aqui, e nós nos enterramos e pegamos o lugar deles. E todas as manhãs, eu tomo café-da-manhã a vinte metros do meu próprio cadáver apodrecido. [...] Ninguém existe com um propósito, ninguém pertence a nenhum lugar, todos vão morrer. vem assistir TV?
Esta afirmação se assemelha fortemente a uma citação do existencialista francês Jean-Paul Sartre:
Todo o existente nasce sem razão, prolonga-se por fraqueza e morre por encontro imprevisto.

## Na Cultura popular

### Filmes e televisão
- A abertura do vigésimo segundo episódio da vigésima sexta temporada de Os Simpsons, chamado "Mathlete's Feat", mostra Morty acidentalmente matando toda a família Simpson após bater com a nave espacial de Rick.[52][53]
- A rede de restaurantes Fast food Hardee's / Carl's Jr. lançou em 2015 um comercial de televisão onde Rick traz vários hambúrgueres vivos da Hardee's / Carl's Jr. para o quarto de Morty, onde eles correm loucamente e roubam objetos.[54]
- No primeiro trailer do filme de 2017 Justice League, é mostrado um monitor de computador no apartamento de Barry Allen exibindo um episódio de Rick and Morty.[55]